# Comuna Șevcenkove, Jovtnevîi
Șevcenkove (în ucraineană Шевченкове) este o comună în raionul Jovtnevîi, regiunea Mîkolaiiv, Ucraina, formată din satele Novohrîhorivka, Șevcenkove (reședința) și Zorea.

## Demografie
Componența lingvistică a comunei Șevcenkove
     Ucraineană (84,79%)
     Rusă (12,75%)
     Alte limbi (1,05%)
Conform recensământului din 2001, majoritatea populației comunei Șevcenkove era vorbitoare de ucraineană (84,79%), existând în minoritate și vorbitori de rusă (12,75%).